# Extensión separable
En matemáticas, una extensión separable de un cuerpo {\displaystyle K} es un cuerpo {\displaystyle L} que contiene a {\displaystyle K} y que puede ser generado adjuntando a {\displaystyle K} un conjunto de elementos {\displaystyle \{\alpha _{i}\}_{i\in I}}, tales que son raíces de polinomios separables sobre {\displaystyle K.} En dicho caso, cualquier elemento {\displaystyle \beta } de {\displaystyle L} tiene asociado un polinomio mínimo que es separable sobre {\displaystyle K}.
La condición de separabilidad es importante en la teoría de Galois. Un cuerpo perfecto es aquel en que todas sus extensiones algebraicas son separables. Existe un criterio simple para ver si un cuerpo es perfecto: un cuerpo {\displaystyle F} es perfecto si y sólo si
- {\displaystyle F} tiene característica 0, o
- {\displaystyle F} tiene característica no nula {\displaystyle p}, y todo elemento de {\displaystyle p} tiene una raíz p-ésima en {\displaystyle F}.

La segunda condición equivale a decir que el morfismo de Frobenius de {\displaystyle F}, dado por {\displaystyle x\mapsto x^{p}}, es un automorfismo.
En particular, todo cuerpo de característica 0 y todo cuerpo finito es perfecto. Este hecho implica que la separabilidad puede ser supuesta en un gran número de contextos. Los efectos de la inseparabilidad (i. e. cuerpos de característica p infinitos) pueden ser vistos en el teorema del elemento primitivo, y en los productos tensoriales de cuerpos.
Dada una extensión finita de cuerpos {\displaystyle K/F}, existe un subcuerpo {\displaystyle M} de {\displaystyle K} que contiene {\displaystyle F} tal que {\displaystyle K} es una extensión separable de {\displaystyle M}. Cuando {\displaystyle K=M} la extensión {\displaystyle K/F} recibe el nombre de extensión inseparable pura. 
Las extensiones inseparables puras aparecen en situaciones bastante naturales, por ejemplo en geometría algebraica en característica {\displaystyle p}. Si {\displaystyle K} es un cuerpo de característica {\displaystyle p}, y {\displaystyle V} una variedad algebraica sobre {\displaystyle K} de dimensión no nula, si consideramos el cuerpo de funciones {\displaystyle K(V)} y su subcuerpo {\displaystyle K(V)^{p}} de potencias p-ésimas. Esta es siempre una extensión inseparable pura. Estas extensiones aparecen cuando uno estudia la multiplicación por {\displaystyle p} sobre una curva elíptica sobre un cuerpo de característica {\displaystyle p}.
En el contexto de cuerpos no perfectos, se introduce el concepto de clausura separable {\displaystyle K^{\text{sep}}} dentro de la clausura algebraica, la cual es la mayor extensión separable posible de {\displaystyle K.} Entonces la teoría de Galois es válida dentro de {\displaystyle K^{\text{sep}}.}